# Polihistor
Polihistor (grč. polyístōr – mnogoznalac) osoba je koja posjeduje općenito znanje u mnogim područjima znanosti. Originalno, pojam se odnosio na zbirni naziv za antičke prozne pisce, povjesničare i govornike koji su u svojim djelima iznosili široku lepezu informacija enciklopedijskog značaja.
Često se koristi i latinski naziv homo universalis ili renesansni čovjek koji potječe od vremena humanizma i renesanse. Upravo je ideal humanizma svestran čovjek koji razvija svekolike umne sposobnosti, znanstvene i umjetničke, slobodan duh koji teži kritičkom preispitivanju uvriježenih mišljenja, kao i stjecanju novih znanja iz područja društvenih i prirodnih znanosti.
Postoje i druge bliskoznačnice: polimat, erudit, učenjak i slično.

## 21. stoljeće
U gospodarskoj strukturi današnjice, u vremenu sve uže specijalizacije (tzv. hiperspecijalizacije), nije jasno je li pojam polihistora stricto sensu primjenjiv danas.

## Povezani pojmovi
- U engleskome se jeziku za osobe koje nastavljaju ili počinju učiti u kasnijoj životnoj dobi rabi izraz opsimath (grč. opsimathēs od opsé –kasno + mathēs –učiti).[4]
- Poliglot (poli- + grč. glotta: jezik) osoba koja poznaje više jezika (najčešće se definira kao četiri i više).[5] Poznavanje više od jednog jezika naziva se multilingvizam (višejezičnost)[6].

## Vanjske poveznice
- Tekst u Hrvatskoj enciklopediji LZMK
- Tekst u enciklopediji Proleksis